# 禍話
『禍話』（まがばなし）は、猟奇ユニット『FEAR飯』によるインターネットラジオ番組。

## 概要
2016年8月27日から毎週土曜23時にツイキャスで配信されているネットラジオ。メインパーソナリティであるかぁなっきが独自に蒐集した怪談を相方の加藤よしきをはじめとする聞き手に語り聞かせる、というスタイルで進行する。
「青空怪談」を標榜しており、『禍話』で語られる怪談は非営利目的に限り自由な二次創作（禍話リライト）が許可されている。

## イベント
- FEAR飯の禍々端午がやってくる（2023年5月5日、梅田Lateral）[2]
- 『禍話 SNSで伝播する令和怪談』刊行記念「FEAR飯の禍のブンボになる話」（2023年9月17日、梅田Lateral）[3]
- 『禍話 SNSで伝播する令和怪談』出版記念トーク＆サイン会（2023年10月21日、TOWER RECORDS 錦糸町パルコ店）[4]
- FEAR飯の恐怖は上々（2024年7月23日、梅田Lateral）[5]
- Fear飯の呪わば呪えば（2024年12月26日、梅田Lateral）[6]

## 書籍
- 禍話 SNSで伝播する令和怪談（著：大家、 2023年9月4日、KADOKAWA）ISBN 9784046063090
  - 禍話 弐 SNSで伝播する令和怪談（2024年11月20日）ISBN 9784046068958
- 禍話ｎ（著：梨、2025年3月3日、KADOKAWA）ISBN 9784041152447

### 原作提供
- Occult-オカルト-闇とつながるSNS[7]（著：むくろ幽介、2023年5月2日、大泉書店）ISBN 9784278085327
  - Occult-オカルト-闇とつながるSNS 2（2023年11月29日）ISBN 9784278085334
  - Occult-オカルト-闇とつながるSNS 3（2024年6月28日）ISBN 9784278085341
- 裏世界ピクニック9 第四種たちの夏休み[8]（著：宮澤伊織、2024年5月22日、ハヤカワ文庫JA）ISBN 9784150315733
- 怪ヲトク教室[9]（著：三鹿灯、2024年11月28日、comicHOWL）

## テレビドラマ
2021年7月11日にABCテレビにてドラマ化。テレビ朝日系列で放送された。禍話で実際に語られた怪談『もうどうでもよくなった家』と『例の女』をベースにしたオリジナルストーリー。

### あらすじ
雑誌ライターの加藤よしの（演：水谷果穂）と古書店店主かぁなっき（演：入野自由）による怪談ネットラジオ『禍話』。「葱の回転」と名乗るリスナー（演：小日向流季）から寄せられた禍話リライト『もうどうでもよくなった家』を紹介したことを皮切りに、二人の身の周りで奇妙な現象が起こり始める。数日後、かぁなっきが営む古書店に「葱の回転」の妹を自称する女性、下村加奈（演：清井咲希）が訪れ、「行方不明になった兄を探してほしい」と依頼してくる。